# سعید ابراهیمی
سعید ابراهیمی (زادهٔ ۱ دی ۱۳۶۱) کشتی‌گیر پیشین اهل ایران است که در دستهٔ ۹۶ کیلوگرم کشتی آزاد فعالیت می‌کرد. او نائب‌قهرمان مسابقات قهرمانی کشتی جهان در ۲۰۰۷ و قهرمان دو دورهٔ مسابقات قهرمانی کشتی آسیا در سال‌های ۲۰۰۵ و ۲۰۰۹ شد. ابراهیمی همچنین ملی‌پوش ایران در المپیک ۲۰۰۸ پکن بود که با شکست در دیدار سرگروهی برابر گئورگی گوگشلیدزه گرجستانی در مقام نهم قرار گرفت.
وی در مسابقات قهرمانی جهان ۲۰۰۹ در مرحله نیمه‌نهایی مغلوب حاجی مراد گاتسالوف از روسیه و در رده‌بندی مغلوب گئورگی گوگشلیدزه از گرجستان شد و به مقام پنجم رسید.